# Mycosphaerella crotalariae
Mycosphaerella crotalariae är en svampart som först beskrevs av Petch, och fick sitt nu gällande namn av Clifford George Hansford 1942. Mycosphaerella crotalariae ingår i släktet Mycosphaerella och familjen Mycosphaerellaceae.   Inga underarter finns listade i Catalogue of Life.